# 八英里 (內華達州)
八英里（英語：Eightmile）是位於美國內華達州白松縣的鬼鎮。

## 地理
八英里所處的海拔為高於海平面1689米（即5541英呎），而該地所採用的時區為UTC-8，即太平洋时区（PST）。同時該地設有夏令時間，為UTC-8調快一小時，即UTC-7（PDT）。